# Egerág
Egerág es un pueblo ubicado en el distrito de Pécs, en el condado de Baranya, Hungría.

## Superficie
Posee una superficie de 13,01 kilómetros cuadrados.

## Demografía
Hasta 2019 la población era de 892 habitantes, con una densidad de población de 68,56 habitantes por kilómetro cuadrado.